# Etlingera diepenhorstii
Etlingera diepenhorstii là một loài thực vật có hoa trong họ Gừng. Loài này được (Teijsm. & Binn.) R.M.Sm. mô tả khoa học đầu tiên năm 1986.